# Bradley (Arkansas)
Bradley é uma cidade localizada no estado americano de Arkansas, no Condado de Lafayette.

## Demografia
Segundo o censo americano de 2000, a sua população era de 563 habitantes. 
Em 2006, foi estimada uma população de 537, um decréscimo de 26 (-4.6%).

## Geografia
De acordo com o United States Census Bureau, a localidade tem uma área de 2,4 km², sem área coberta por água. Bradley localiza-se a aproximadamente 64 m acima do nível do mar.

## Localidades na vizinhança
O diagrama seguinte representa as localidades num raio de 32 km ao redor de Bradley. 